# Королевская капелла в Дрё

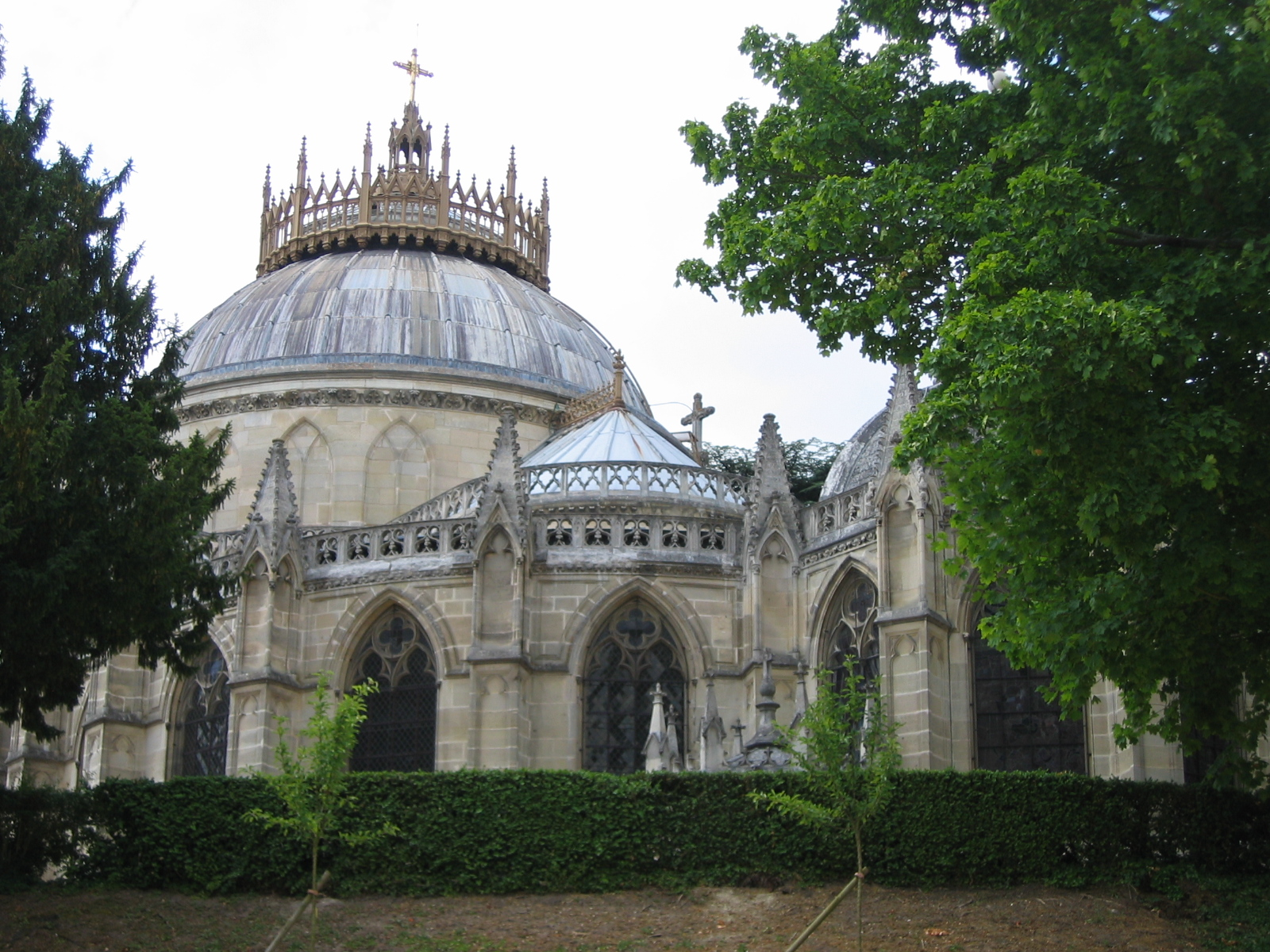
Фамильная усыпальница Орлеанского дома в Дрё

Королевская капелла Дрё (фр. Chapelle royale de Dreux) — капелла и усыпальница Орлеанского королевского дома, расположенная в Дрё, Франция. Дом Орлеанов (фр. Maison d'Orléans) был основан Филиппом Французским, герцогом Орлеанским — младшим братом короля Франции Людовика XIV. Дом занял видное положение в период Французской революции и ещё раз в период правления Луи-Филиппа Французского.

## История
Дом Бурбон-Пентьевр был одним из самых больших семейств, обладающих землями во Франции, перед Французской революцией. В 1775 году земли графства де Дрё были дарованы герцогу де Пентьевру его кузеном Людовиком XVI.
В 1783 году герцог продал свой домен Рамбуйе Людовику XVI. 25 ноября того же года, в длинной религиозной процессии, Пентьевр перенес эти девять гробов, содержащих останки его родителей: графа и графини Тулузских; его жены: принцессы Марии Терезы Моденской, и шести из семи их детей, от маленькой средневековой деревенской церкви рядом с замком в Рамбуйе, к коллегиальной капелле Сан-Этьен де Дрё.
Герцог де Пентьевр умер в марте 1793 года, и его тело было похоронено в склепе около его родителей. 21 ноября этого же года, во время Французской революции, толпа осквернила склеп и выбросила эти десять тел в общую могилу на кладбище Шанонес коллегиальной капеллы Сан-Этьен.
В 1816 году дочь герцога Пентьевра — герцогиня Орлеанская, построила новую капеллу, основанную на участке общей могилы кладбища Шанонес, как последнее место упокоения её семьи. В 1830 году Луи-Филипп I — король французов, сын герцогини Орлеанской, украсил и увеличил капеллу, которая была переименована Королевскую капеллу де Дрё, теперь кладбище Орлеанского королевского семейства.
В середине XIX века росписью витражей капеллы занимался известный художник Шарль-Филипп-Огюст Ларивьер

## Захороненные в капелле
Среди семидесяти пяти членов Орлеанской династии, похороненных в новой часовне, числятся:
1. Луи-Александр де Бурбон, граф Тулузский (1678—1737);
2. Мария-Виктория де Ноай, графиня Тулузская (1688—1766) — супруга предыдущего;
3. Луи-Жан-Мари де Бурбон, герцог Пантьевр (1725—1793);
4. Принцесса Моденская Мария Тереза Фелицита д’Эсте (1726—1754) — супруга предыдущего;
5. Луи-Мари де Бурбон, герцог Рамбуйе (1746—1749);
6. Луи-Александр де Бурбон, принц Ламбаль (1747—1768).[3]

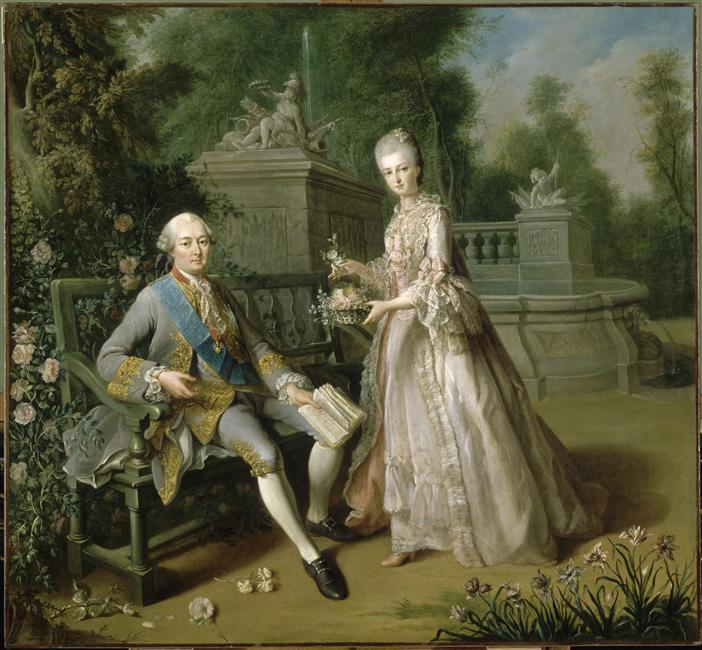
Луи-Жан-Мари де Бурбон, герцог Пантьевр со своей дочерью будущей герцогиней Орлеанской около 1768 года, работа Jean Baptiste Charpentier le Vieux

1. Жан-Мари де Бурбон (1748—1755), герцог де Шатовиллен;
2. Венсан-Мари-Луи де Бурбон (1750—1752), граф де Генган;
3. Мария-Луиза де Бурбон (1751—1753);
4. Мария-Аделаида де Бурбон (1753—1821)[4];
5. Луи-Мари-Фелисите (1754);
6. Луи Франсуа II де Бурбон-Конти (1734—1814);
7. сердце Филипп II, герцог Орлеанский, регент Франции при Людовике XV (1674—1723);
8. Луи-Филипп I (1773—1850);
9. Мария Амалия Неаполитанская (1782—1866), жена предыдущего;
10. Антуан Филипп Орлеанский, герцог Монпансье (1775—1807);
11. Мария Аделаида Орлеанская (1777—1847);
12. Франсуаза Орлеанская, «мадемуазель Орлеанская» (1777—1782);
13. Луи-Шарль Орлеанский, граф Божоле (1779—1808);
14. Фердинанд Филипп, герцог Орлеанский (1810—1842);
15. Елена Мекленбург-Шверинская (1814—1858), жена предыдущего;
16. София Шарлотта Августа, герцогиня Алансонская (1847—1897);
17. Шарль Орлеанский, герцог де Пентьевр (1820—1828).
18. Генрих Орлеанский, герцог Омальский, (1822—1897)
19. Мария Каролина Августа Бурбон-Сицилийская (1822—1869), жена предыдущего;
20. Луи-Филипп-Мари-Леопольд Орлеанский, принц де Конде (1845—1866);
21. Анри-Леопольд-Филипп-Мари Орлеанский, герцог де Гиз (1847);
22. Франсуа-Поль Орлеанский, герцог де Гиз (1852);
23. Франсуа-Луи-Филипп-Мари Орлеанский, герцог де Гиз (1854—1872);
24. Антониу Гастан Орлеан и Браганса (1881—1918) — принц Бразилии;
25. Луиш Орлеан-Браганса — императорский принц Бразилии;
26. Мария ди Грация Бурбон-Сицилийская, жена предыдущего;
27. Генрих Орлеанский, граф Парижский (1908—1999) — орлеанистский претендент;
28. Изабелла Орлеан-Браганса, графиня Парижская (1911—2003), жена предыдущего;
29. Франсуа Гастон Мишель Мари Орлеанский, герцог Орлеанский (1935—1960), сын предыдущих;
30. Тибо Луи Дени Юмбер Мари Орлеанский, граф де ла Марш; (1948—1983), брат предыдущего;
31. Батильда Орлеанская (1750—1822);
32. Франсуа Орлеанский, граф де Клермон (1961—2017);
33. Генрих Орлеанский, граф Парижский (1933—2019).